# ویکتور اچ. مایر
ویکتور اچ. مایر (انگلیسی: Victor H. Mair; ۲۵ مارس ۱۹۴۳ – ) دانشمند در زمینه ادبیات چینی اهل ایالات متحده آمریکا بود.